# Campagne Admirable
Batailles
m
- Cúcuta
- Agua Obispo
- Niquitao
- Los Horcones
- Taguanes

La Campagne Admirable (1813) est une campagne militaire dirigée par Simón Bolívar durant la guerre d'indépendance du Venezuela (1810-1823). Campagne victorieuse des indépendantistes (appelés aussi « patriotes » ou « républicains ») contre les royalistes (fidèles à la Couronne d'Espagne), elle permet la libération du Venezuela occidental, formé par les provinces de Mérida, Barinas, Trujillo et Caracas. Grâce aux succès obtenus au même moment par la Campagne d'Orient de Santiago Mariño, elle conduira à l'instauration de la Deuxième République vénézuélienne.

## Situation avant la campagne
Après la capitulation de Francisco de Miranda à San Mateo en 1812, qui entraîne la chute de la Première république vénézuélienne, de nombreux chefs politiques et militaires émigrent, fuyant les représailles du général espagnol Domingo Monteverde. Certains se réfugient aux Antilles, et d'autres en Nouvelle-Grenade, où les manœuvres royalistes n'ont pas encore réussi à déstabiliser la République, bien que les provinces soient très divisées. 
Parmi ceux qui choisissent la Nouvelle-Grenade se trouvent Simón Bolívar et José Félix Ribas. Les militaires vénézuéliens sont rapidement enrôlés dans l'armée néogrenadine. Bolívar libère Magdalena et parvient à la ville d'Ocaña, qu'il prend également. Le succès de la Campagne du Magdalena ouvre la voie vers l'est, encourageant les vénézuéliens de l'armée néogrenadine à porter la guerre dans les territoires occidentaux du Venezuela.
Monteverde, qui planifiait l'invasion de la Nouvelle-Grenade et la soumission des rebelles, mobilise alors ses troupes depuis Caracas et rassemble l'armée royaliste à la frontière occidentale, à San Carlos. Alarmé, le Congrès de Tunja décide d'appuyer les officiers vénézuéliens dans leur expédition contre Domingo Monteverde. Il fournit à Bolívar des armes, de l'argent et des hommes. L'armée, déjà organisée, avec Bolívar à sa tête, se divise en deux colonnes, commandées par les colonels Ribas et Girardot, qui quittent Ocaña le 16 février pour Cúcuta.

## Manœuvres et batailles

### Bataille de Cúcuta
Le 8 janvier 1813, Bolívar occupe la ville d'Ocaña (la deuxième en importance du Norte de Santander, après Cúcuta) après avoir laissé le libre passage sur le rio Magdalena, obtenant ainsi la navigation entre Bogota et Carthagène.
Le 16 février, il prend la direction de Cúcuta parce qu'il se sent menacé par la présence de Ramón Correa et de ses forces royalistes. Durant son parcours, il bat une force ennemie qui lui barrait le passage à La Aguada. Le 28 du même mois, il remporte avec 400 hommes la bataille de Cúcuta contre les forces de Correa deux fois supérieures en nombre. Le combat fait peu de victimes mais permet la libération de la ville de Cúcuta.
Bolívar sollicite l'aide du gouvernement de Nouvelle-Grenade à travers le Manifeste de Carthagène, aide qui lui est accordée en récompense de ce qu'il a déjà mené à bien dans ce pays.

### Bataille d'Agua Obispo
Dès qu'il en reçoit l'autorisation du gouvernement de Nouvelle-Grenade, Bolívar entreprend sa marche vers le Venezuela le 14 mai 1813. L'expédition est composée de deux divisions, à l'avant-garde celle du colonel Atanasio Girardot, et à l'arrière-garde celle du colonel José Félix Ribas. Ces forces passent par San Cristóbal, La Grita, Mérida et Trujillo (d'où Bolívar promulgue son décret de guerre à mort) et font une entrée triomphale à Caracas le 6 août, après avoir obtenu de grands triomphes sur les royalistes tout au long de la campagne.
Devant le repli du commandant royaliste Manuel Cañas sur Carache, Girardot se dirige vers cette localité avec ses forces le 17 juin, dans l'après-midi. Pendant la nuit, le chef royaliste abandonne ses positions et emmène ses hommes sur les hauteurs de Agua de Obispos. Le 18 juin, la confrontation se produit entre les forces de Girardot et celles de Cañas et se termine par le triomphe des premières, qui éliminent ainsi les troupes qui pouvaient obstruer l'avance de Bolívar, lequel est arrivé à Trujillo le 14 juin. De là, il donne l'ordre à Ribas d'aller le plus rapidement possible de Mérida à Boconó[Lequel ?], dans le but de provoquer la surprise de ses adversaires. Dans le même temps, il donne l'ordre à Girardot de se replier sur Trujillo.

### Bataille de Niquitao
Au matin du 2 juillet, les patriotes avancent sur les Espagnols. Ribas observe le dispositif de défense des troupes ennemies et ordonne à ses soldats placés au centre, commandés par Urdaneta, d'ouvrir le feu sur les positions ennemies, feu maintenu durant une heure, avant de rompre la ligne centrale de l'ennemi avec l'important volume de sa troupe. Un autre groupe de patriotes commandés par le capitaine José María Ortega effectue pendant ce temps une autre attaque contre l'aile droite de l'ennemi.
Les royalistes abandonnent ainsi leurs positions à la suite de cette attaque, ce qui permet aux patriotes d'obtenir une meilleure position sur les hauteurs. L'attaque patriote continue trois heures de plus mais sans aucun résultat hormis la prise de quelques positions sans importance. Ribas ordonne alors à sa cavalerie d'aller contourner l'arrière-garde ennemie. Les Espagnols se replient dans le plus grand désordre. Les patriotes font 445 prisonniers royalistes, et prennent également 450 fusils et une grande quantité de munitions. La défaite espagnole est tellement grande que Martí, le commandant espagnol, s'échappe avec seulement six autres hommes. 
Après cette action, les patriotes reprennent leur marche pour conquérir la capitale du Venezuela, mais sont encore loin d'une complète libération du Venezuela. 

### Bataille de Los Horcones
Elle se déroule le 22 juillet 1813 et est une nouvelle victoire des patriotes codirigés par José Félix Ribas et Jacinto Lara sur les Espagnols. Elle est livrée non loin de Barquisimeto, dans un endroit de nos jours appelé Iribarren. Les troupes royalistes sont dirigées par le commandant Francisco Oberto, qui a choisi des positions défensives pour attendre la colonne de Ribas. Mais une attaque rapide et décidée des patriotes résulte en un triomphe complet sur l'ennemi, qui disposait d'un nombre supérieur d'hommes, et leur permet de s'emparer de matériel médical de transport et de faire plus de 300 prisonniers.

## Fin de la campagne
Bolívar entre dans Valencia le 2 août, alors que le colonel Ribas reste à San Carlos, en tant que commandant de la place. Le 4 août 1813, à La Victoria, Bolívar accepte la capitulation du gouverneur espagnol. Finalement, le 6 août 1813, la petite armée commandée par le général Bolívar entre triomphalement dans Caracas. La Campagne Admirable est un immense succès et le prestige de Bolívar commence à grandir.

## Voir également